# Dignomus omanensis
Dignomus omanensis là một loài bọ cánh cứng trong họ Ptinidae. Loài này được Borowski miêu tả khoa học năm 2000.